# Green River (banda)
O Green River foi uma banda norte-americana, formada em Seattle em 1984, por membros que posteriormente formariam o Mudhoney e o Mother Love Bone e também membros do Pearl Jam, com Mark Arm do Mudhoney no vocal e Jeff Ament do Mother Love Bone no baixo. Em 1985 lançou seu primeiro álbum musical, Come on Down, tendo mais um álbum  ao vivo e um outro de gravação em estúdio. A banda é tida como a precursora do grunge ao lado de Soundgarden, e Skin Yard. A banda tem um som de guitarras sujas e um vocal geralmente irônico , sombrio e triste.

## Discografia
EP
- Come on Down (1985)
- Dry As a Bone (1987)

Álbuns de estúdio
- Rehab Doll (1988)

Coletâneas
- Dry As a Bone/Rehab Doll (1990)